# Onkabetse Makgantai
Onkabetse Makgantai (Selebi-Phikwe, 1º luglio 1995) è un calciatore botswano, attaccante del Gaborone United e della nazionale botswana.

## Carriera

### Club
Ha sempre giocato nel campionato botswano, tranne due brevi esperienze nei campionati congolese e sudafricano.

### Nazionale
Nel 2016 partecipò alla Coppa COSAFA. Il Botswana arrivò in finale, ma un gol segnato da Makgantai non bastò a vincere (la partita fu persa 3-2 contro il Sudafrica).
Nel 2018 partecipò di nuovo alla stessa competizione. La sua nazionale si classificò sesta e lui, con cinque reti segnate, divenne capocannoniere della competizione.
Partecipò anche alle qualificazioni per il mondiale 2022. La sua nazionale venne eliminata al primo round dal Malawi per 0-1.
Nel novembre 2019, Makgantai è stato uno tra i quattro giocatori esclusi dalla nazionale per motivi disciplinari, in quanto sorpresi il mese prima a bere alcolici.

## Palmarès

### Club
- Coppa di Lega sudafricana: 1

Baroka: 2018

### Nazionale

#### Individuali
- Capocannoniere della Coppa COSAFA: 1

2018 (5 gol)